# Helmut Kuhne
Helmut Kuhne (ur. 6 września 1949 w Soest) – niemiecki polityk, socjolog, przez trzy kadencje poseł do Parlamentu Europejskiego (1994–2009).

## Życiorys
W 1973 uzyskał dyplom z socjologii na Uniwersytecie w Münsterze. Następnie do 1994 pracował w protestanckiej szkole podstawowej w Lippstadt oraz jako badacz naukowy w regionalnym instytucie szkolnictwa i dalszej edukacji w Soest. W 2000 rozpoczął czasowe prowadzenie zajęć na Uniwersytecie Ruhry w Bochum.
W 1994 z listy Socjaldemokratycznej Partii Niemiec (do której wstąpił w 1969) po raz pierwszy objął mandat deputowanego do Parlamentu Europejskiego. W wyborach w 1999 i 2004 z powodzeniem ubiegał się o reelekcję z ramienia SPD. Był m.in. członkiem grupy socjalistycznej, Komisji Spraw Zagranicznych oraz Podkomisji Bezpieczeństwa i Obrony. W PE zasiadał do 2009.